# Ernest Pelaić
Ernest Pelaić (Split, 26. prosinca 1968.), hrvatski glazbenik. Uglavnom je poznat kao skladatelj i tekstopisac, no pojavljuje se i kao aranžer i klavijaturist i fotograf.

## Životopis
Rodio se 26. prosinca 1968. godine u Splitu, gdje je završio osnovnu školu, a usporedo nižu i srednju glazbenu školu „Josip Hatze“, smjer fagot - (instrumentalist). Iako mu je fagot bio glavni instrument, ljubav prema klaviru još od najranijih dana potpuno ga je okupirala, a naročito zbog toga što je na njemu sa svojih 14 godina počeo skladati svoje prve skladbe.
S 15 godina osniva dječji zbor „Bambi“ kojeg vodi sljedeće tri godine. Uz brojne nastupe sa zborom kao njegov voditelj, istovremeno piše i skladbe za djecu koje u izvedbi malih pjevača doživljavaju mnogobrojne pozitivne kritike, što mu daje neophodnu početničku stimulaciju.
Godine 1987. napušta rad s dječjim zborom, i počinje pisati skladbe namijenjene odraslim izvođačima. Već 1987. i 1988. godine odlučuje poslati svoje pjesme na Splitski festival“ koji je u to vrijeme bio i najjači festival zabavne glazbe u bivšoj državi. 
Dolaskom na čelo festivala jednog od najvećih hrvatskih skladatelja Zdenka Runjića, 1989. godine dobiva prvu šansu s pjesmom „Jedna, jedina godina“ koju je izvela tada mlada debitantica Leila, i odmah osvaja drugu nagradu publike. Od tada 11 godina zaredom nastupa na Splitskom festivalu, kao i na mnogim drugim festivalima gdje osvaja mnogobrojne nagrade: „MAK-Fest“, „Mostarski festival“, „Opuzenski festival“, „Croatian festival Toronto“, „Dječji festival Split“, "Croatian Children's Festival in New York“, „Mali Split“.
Ernest istovremeno radi skladbe za mnoge poznate izvođače kao što su:„Srebrna krila“, Nenad Vetma, Antonija Dora Pleško, Klapa Šufit, Klapa Sveti Florijan, Ante Čedo Martinić, Kanita Beba, Saša Jakelić, Željko Sesvečan, Leila, Margarita Hristova, Joško Tomičić, Josipa Granić, Frano Jukić, Grupa "Barbari", Grupa Hollywood i mnogi drugi…, a godine 1990. u kategoriji zabavnih melodija njegova skladba „Kad bi jastuci znali pričati“ u izvedbi Leile biva proglašena najpopularnijom pjesmom Bosne i Hercegovine dijeleći postolje sa skladbom „Hajde da ludujemo“ koju je otpjevala Tatjana Matejaš- Tajči.
Kao skladatelj usko surađuje s mnogim priznatim aranžerima i producentima kao što su: Stipica Kalogjera, Hrvoje Hegedušić, Nenad Ninčević, Remi Kazinoti, Željko Šparmajer, Nenad Vilović, Tomislav Mrduljaš, Vinko Didović, Albert Limić.
Redovni je član Hrvatskog društva skladatelja od početka 1990-ih.
Po prirodi individualac, nije volio svirati u grupama, ali ipak neke prijatelje nije mogao odbiti, pa je tako (uglavnom kratko) svirao klavijature u grupama: „Magistrala band“, „Feeling“ (splitskom sastavu u kojem je svirao s Giulianom), „Stijene“, „Hollywood“.
Iz privatnih razloga godine 2000. odlučuje prestati sa skladanjem i kreće u novu avanturu sa svojom drugom najvećom ljubavi fotoaparatom. Ipak tu ne prestaje njegova povezanost s glazbenim svijetom. Kao fotograf i dizajner radi omote za knjige, plakate, kao i mnoge glazbene albume: Siniši Vuci (3 albuma), Josipu Ivančiću, Kuzmi & Shaki Zuluu, Seidu Memiću Vajti, Narcisu Vučini, Nenadu Vetmi, autorski album Želimiru Škarponi, Luki Vuci, Rudolfu Mijačeviću...
Ernest u tom periodu radi izlet i u radijski prostor, pa kao voditelj i autor emisije "Zanimljive priče, nezanimljivih ljudi" na splitskoj radijskoj postaji Radio KL-Eurodom", ugošćuje brojne Splićane koji su široj javnosti potpuno nepoznate, ali koji imaju veoma zanimljive priče i ponešto drukčije poglede na život od onih uobičajenih. 
Profesionalno radi i za neke tiskovne i elektronske medije kao fotograf, gdje u samo nekoliko godina objavljuje nekoliko tisuća fotografija i snima sve najpoznatije osobe u Hrvatskoj.
Godine 2009. ponovno se kao skladatelj i tekstopisac vraća u glazbu, i već u svom prvom autorskom nastupu nakon osmogodišnje pauze na "Melodijama Hrvatskog Juga – Opuzen" s pjesmom „Ostat ću sam“ u izvedbi Saše Jakelića osvaja prvu nagradu stručnog žirija, što mu daje snažan poticaj da ponovno s novim snagama krene putem koji je prije devet godina napustio. U svibnju 2010. godine dovršava glazbu za svoje prvo scensko djelo, za kazališnu predstavu "Cicibela", autorice predstave i glumice Vlaste Knezović, i koja se s velikim uspjehom izvodi na pozornicama u Hrvatskoj i državama bivše Jugoslavije.
Na 50. jubilarnom Splitskom festivalu 2010. nastupa kao autor glazbe i aranžmana za pjesmu "Kako ću joj reć da varin" koju izvodi klapa "Sveti Florijan" a kao gost na pjesmi pojavljuje se glumac Ante Čedo Martinić. Tekst pjesme potpisuje Nikša Krpetić. S tom pjesmom postaje sveukupni pobjednik i osvaja GRAND PRIX - 50-og jubilarnog festivala "Split 2010".
U srpnju na Melodijama Hrvatskog Juga - Opuzen 2010. nastupa s dvije nove pjesme; "Volio bih da se vratiš" u izvedbi Saše Jakelića i "Čarobna noć" u izvedbi grupe "Barbary".
Početkom studenog 2010. godine snimio je duet pjesmu Antonie Dore Plesko i Klape Sveti Florijan pod naslovom  "Sretan Božić"  s kojom je nastupio u prosincu na festivalu u Sarajevu.

## Vanjske poveznice
- Ernest Pelaić na Discogsu